# Macchi M.7

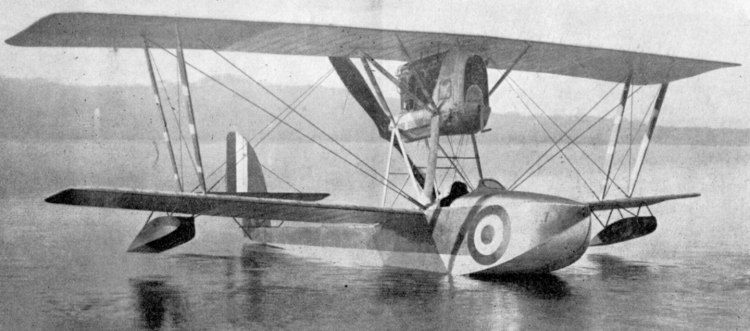
Un Macchi M.7

Il Macchi M.7 fu un idrocaccia a scafo centrale, monoposto, monomotore in configurazione spingente e biplano, progettato da Alessandro Tonini e prodotto dall'azienda italiana Società Anonima Nieuport-Macchi, poi Aeronautica Macchi.
Una versione modificata dell'M.7, l'idrocorsa M.7bis, vinse la Coppa Schneider nel 1921.

## Storia del progetto
Durante le fasi della prima guerra mondiale, nell'ambito di un continuo aggiornamento delle capacità e prestazioni dei velivoli, conseguenza anche dello sviluppo delle loro parti come motori dalla potenza sempre più elevata, l'ingegner Alessandro Tonini, da poco arrivato a ricoprire l'incarico di capoprogettista alla Nieuport-Macchi, avendo a disposizione i motori Isotta Fraschini V.6 da 250 CV decise di avviare lo sviluppo di un nuovo modello di idrocaccia che potesse sfruttare il nuovo gruppo motoelica. Il progetto di Tonini prendeva spunto dal precedente Macchi M.5, tuttavia i due modelli avevano in comune solo l'aspetto, nelle proporzioni ma più compatto nelle misure, mentre, oltre alla nuova motorizzazione, erano nuovi sia lo scafo che la velatura, ispirata agli Hanriot che l'azienda produceva su licenza, sempre di tipo biplana con piani alari seppur con la stessa apertura diversi tra loro nel profilo.
Il prototipo, dopo le iniziali prove di volo aziendali, venne consegnato alla Stazione Idrovolanti di Venezia, la stazione idrovolanti della Regia Marina presente con due aviorimesse all'isola di Sant'Andrea e a Punta Sabbioni, per valutazione in ambito operativo e dove al 4 novembre 1918, poco prima del termine del conflitto, risulta ancora in carico alla 260ª Squadriglia anche se inefficiente. Fu durante questo periodo che il velivolo riuscì a raggiungere i 210 km/h di velocità di punta, oltre 113 kt, affermandosi come l'idrovolante da caccia del periodo più veloce al mondo, convincendo le autorità militari della marina militare italiana a emettere un massiccio ordine per 1 005 esemplari complessivi. Con la fine delle ostilità, tuttavia, vennero meno le esigenze tale fornitura che iniziò ad essere prodotta in serie ma evasa con conseguente lentezza; alla firma dell'armistizio di Compiègne le consegne ammontavano a tre esemplari, di produzione Macchi, mentre al successivo febbraio 1919 erano solo sette gli M.7 in carico alla Regia Marina.
Dal modello base vennero sviluppate due nuove versioni, la bis prodotta in 17 esemplari, solo 3 consegnati prima del termine della guerra, e successivamente la ter.
L'M.7bis, sempre su progetto dell'ingegner Tonini, era caratterizzato da un intervento radicale sullo scavo, ora a chiglia concava, e monoblocco. Dotato di un'elica spingente, era un apparecchio estremamente maneggevole e in grado di realizzare notevoli figure acrobatiche.
L'M.7ter fu l'ultimo e più maturo sviluppo della macchina, segnalandosi per la ridotta superficie alare e un ridisegno della scocca e dell'impennaggio. Tale versione venne realizzata in un centinaio di esemplari.

## Tecnica
L'M.7 conservava il tipico aspetto degli idrocaccia del periodo, ovvero configurazione a scafo centrale, configurazione alare biplana, in questo caso sesquiplana con l'ala inferiore più corta della superiore, la prima dotata di due galleggianti equilibratori applicati inferiormente. Le due ali erano collegate tra loro da una robusta incastellatura tubolare centrale, dove era anche collocato il motore 6 cilindri in linea Isotta Fraschini Asso 200 (chiamato anche Semi-Asso o Mezzo-Asso) in configurazione spingente, integrata da un paio di montanti all'altezza dei galleggianti. Lo scafo presentava anteriormente l'abitacolo di pilotaggio aperto coadiuvato da un piccolo parabrezza antispruzzi e terminava posteriormente in una coda caratterizzata dall'impennaggio cruciforme e monoderiva.

## Impiego operativo

### Militare

#### Italia
Il prototipo venne consegnato nel luglio 1918 alla stazione idrovolanti di Venezia deve iniziò le prove in ambito operativo e dove in novembre risultava ancora assegnato alla 260ª Squadriglia. Le prove effettuate, che riuscirono a fargli raggiungere una velocità massima di 210 km/h, risultando il più veloce idrovolante dell'epoca, convinsero la Regia Marina ad emettere un massiccio ordine per 1 005 esemplari complessivi, ordine ridimensionato per il termine del conflitto.

#### Svezia

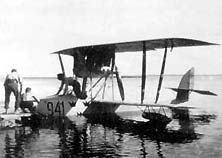
Uno dei Macchi M.7 in servizio in Svezia.

Al termine del primo conflitto mondiale la Macchi, intenzionata a ottenere un accordo di fornitura, avviò accordi commerciali con il governo svedese suggerendo l'acquisto dell'M.7 che, dato il particolare territorio dello stato scandinavo, ricco di laghi, poteva soddisfare le esigenze della neoistituita Marinens Flygväsende (MFV), l'allora componente aerea della Svenska marinen (la marina militare svedese).
Nell'autunno del 1919 una delegazione della Macchi presentò un esemplare destinato ad essere valutato in servizio nell'MFV, ottenendo una commessa per quattro esemplari, con ordine evaso completamente nel 1920, che dopo essere arrivati in Svezia vennero assegnati ad una base sul lago Roxen dove furono oggetto di prove in ambito operativo fino al 1921 in previsione della possibile assegnazione definitiva alla Fortezza di Boden (Bodens fästning).
Il modello non risultò molto popolare tra il personale militare per la cronica tendenza di imbarcare gli spruzzi d'acqua in fase di decollo e ammaraggio lasciando bagnati i membri dell'equipaggio.
L'attività comprese anche alcuni raid che sorvolando il Mar Baltico raggiunsero le nazioni confinanti.

### Sportivo

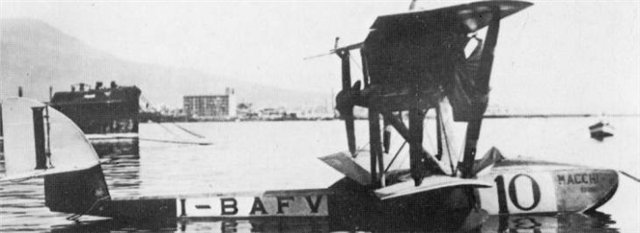
Il Macchi M.7bis marche I-BAFV con numero di gara 10 vincitore con Giovanni De Briganti dell'edizione 1921 della Coppa Schneider.

Il velivolo ottenne numerosi successi nelle prove sportive di velocità e acrobazia, come a Monaco nel 1920, con i piloti Zanetti e Morselli.

#### Primati
Per l'edizione della Coppa Schneider dell'11 agosto 1921, tenutasi in quell'anno a Venezia, il velivolo pilotato da Giovanni De Briganti si ritrovò vincitore ed unico a giungere all'arrivo. In quell'occasione fece segnare una velocità media di 189,67 km/h.
Nella successiva competizione svoltasi a Napoli il 22 agosto 1922, l'M.7bis si classificò al quarto posto.

## Versioni
M.7
versione idrocaccia di serie.
M.7bis
versione idrocorsa con apertura alare ridotta da 9,70 a 7,75 m.
M.7ter
variante caratterizzata da un nuovo scafo, diversi piani alari e impennaggi.
M.7ter AR
versione con ali ripiegabili, destinata ad essere imbarcata su esploratori della Regia Marina.

## Utilizzatori
Argentina
- Aviación Naval

 Brasile
- Serviço de Aviação Militar

 Italia

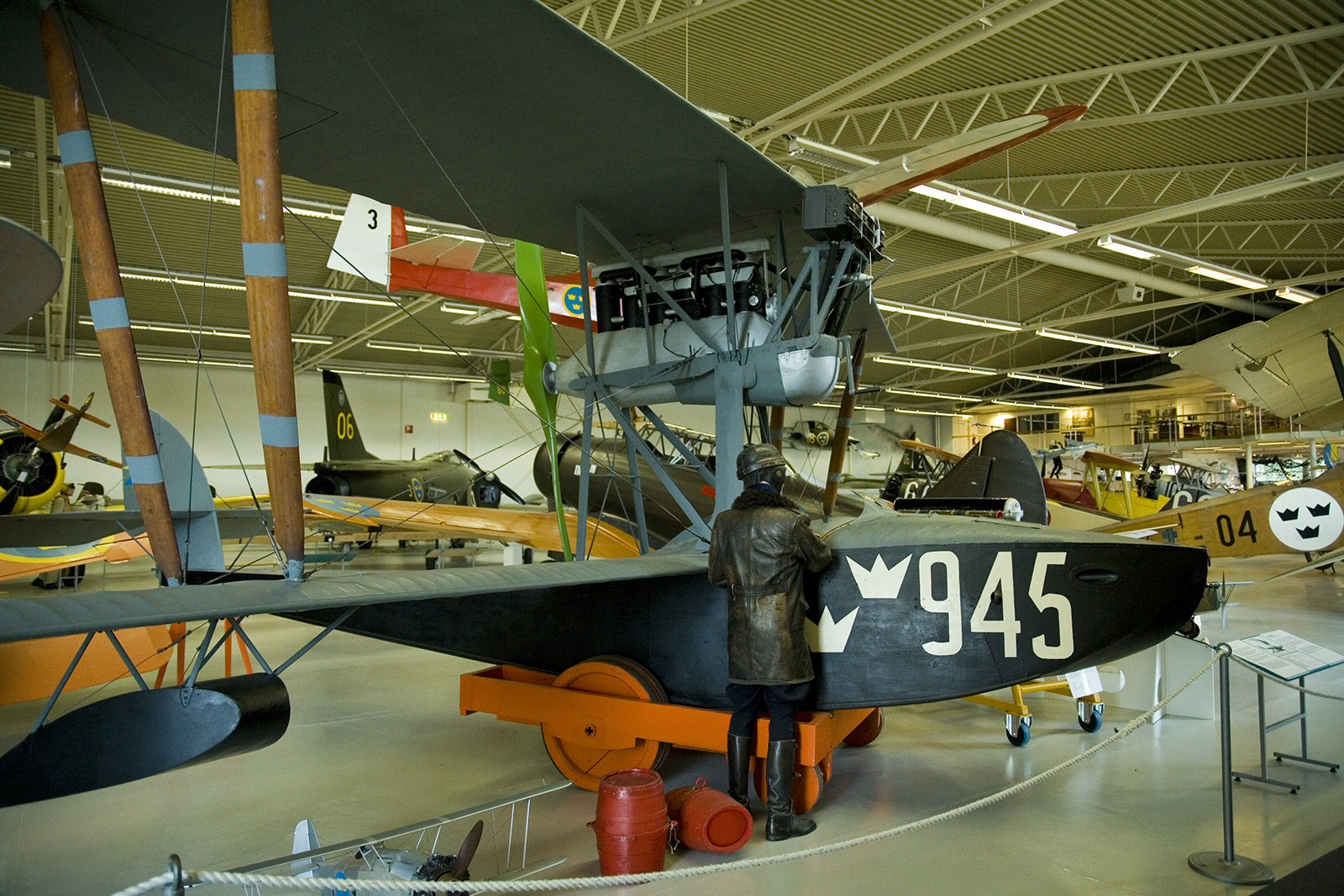
Il Macchi M.7 esposto al Flygvapenmuseum, Malmslätt, Linköping, Svezia.

- Servizio Aeronautico della Marina poi Forza Aerea della Regia Marina

 Paraguay
- Aviación Naval Paraguaya

 Svezia
- Svenska Flygvapnet

### Annotazioni
1. ↑  La prima guerra mondiale si concluse definitivamente l'11 novembre 1918 quando l'Impero tedesco, ultimo degli Imperi centrali a deporre le armi, firmò a Compiègne l'armistizio imposto dagli Alleati.
2. ↑  L'ordine di fornitura era diviso tra Macchi (320 esemplari), Aeromarittima Italiana (125), Coppola (120), Ducrot (200), Industria Aeronautica Meridionale (IAM) (120) e Fratelli Zari (120).

### Fonti
1. ↑  Orbis 1985, p. 2 393.
2. 1 2 3 4  Alegi, novembre 2012, p. 16.
3. ↑   Prima Guerra Mondiale, su Marina Militare. URL consultato il 21 giugno 2016.
4. ↑  Gueli 2016, p. 19.

### Pubblicazioni
- Gregory Alegi, Il Macchi M.7, in Aeronautica, Nr. 11, Roma, Associazione Arma Aeronautica (AAA), novembre 2012 (Anno LVII), ISSN 0391-7630 (WC · ACNP).
- Marco Gueli, Gli idrovolanti da corsa della Macchi, in Storia Militare, n. 268, Parma, Edizioni Storia Militare, gennaio 2016, ISSN 1122-5289 (WC · ACNP).